# Margaret Staal-Kropholler
Margaret Staal-Kropholler, née Margaret Kropholler le 27 juin 1891 à Haarlem et morte le 15 novembre 1966, est une architecte néerlandaise. Elle est la première femme à exercer professionnellement le métier d'architecte aux Pays-Bas.

## Jeunesse
Fille de Jacobus Kropholler, un négociant en biens mobiliers, et de Margaret Bisset, Margaret "Maggie" Kropholler nait le 27 juin 1891 à Haarlem et est l'un des cinq enfants d'une famille artistique. Elle déménage à Amsterdam pour terminer ses études secondaires et suit des cours de dessin, de dessin ornemental et de dessin technique à la Dagteeken- en Kunstambachtsschool voor Meisjes le long du Groenburgwal de 1904 à 1907 d'où elle ressort diplômée.

## Carrière
À la fin de ses études secondaires, Margaret Kropholler entre comme stagiaire dans le bureau d'architectes Staal & Kropholler que son frère Alexander Jacobus (surnommé Co) a créé en 1902 avec Jan Frederik Staal. Elle s'occupe alors principalement de la conception de tissus d'ameublement, de papiers peints, de tapis et d'abat-jours, puis plus tard de meubles. Dans le même temps, elle continue sa scolarité à la School voor Bouwkunde, Versierende Kunsten en Ambachten de Haarlem puis suit des cours du soir à la Academie van Bouwkunst Amsterdam (nl) entre 1914 et 1916 sans toutefois terminer la formation.
En 1913, alors qu'elle a juste 21 ans, Kropholler reçoit comme première mission la décoration d'intérieur de Het Huis 1913 (La Maison 1913), un prototype de logement idéal pour l'exposition De Vrouw 1813-1913 (nl) (La Femme 1813-1913) à Amsterdam. Pour cette maison modèle, elle conçoit l'aménagement, le mobilier et l'éclairage électrique sous le pseudonyme de Greta Derlinge. Elle intègre également un chauffage central et l'eau chaude sanitaire. En 1915, elle travaille 6 mois pour le département des travaux publics de la ville d'Amsterdam. À partir de 1916, en plus de sa collaboration avec Jan Frederik Staal, elle exerce comme architecte indépendante.

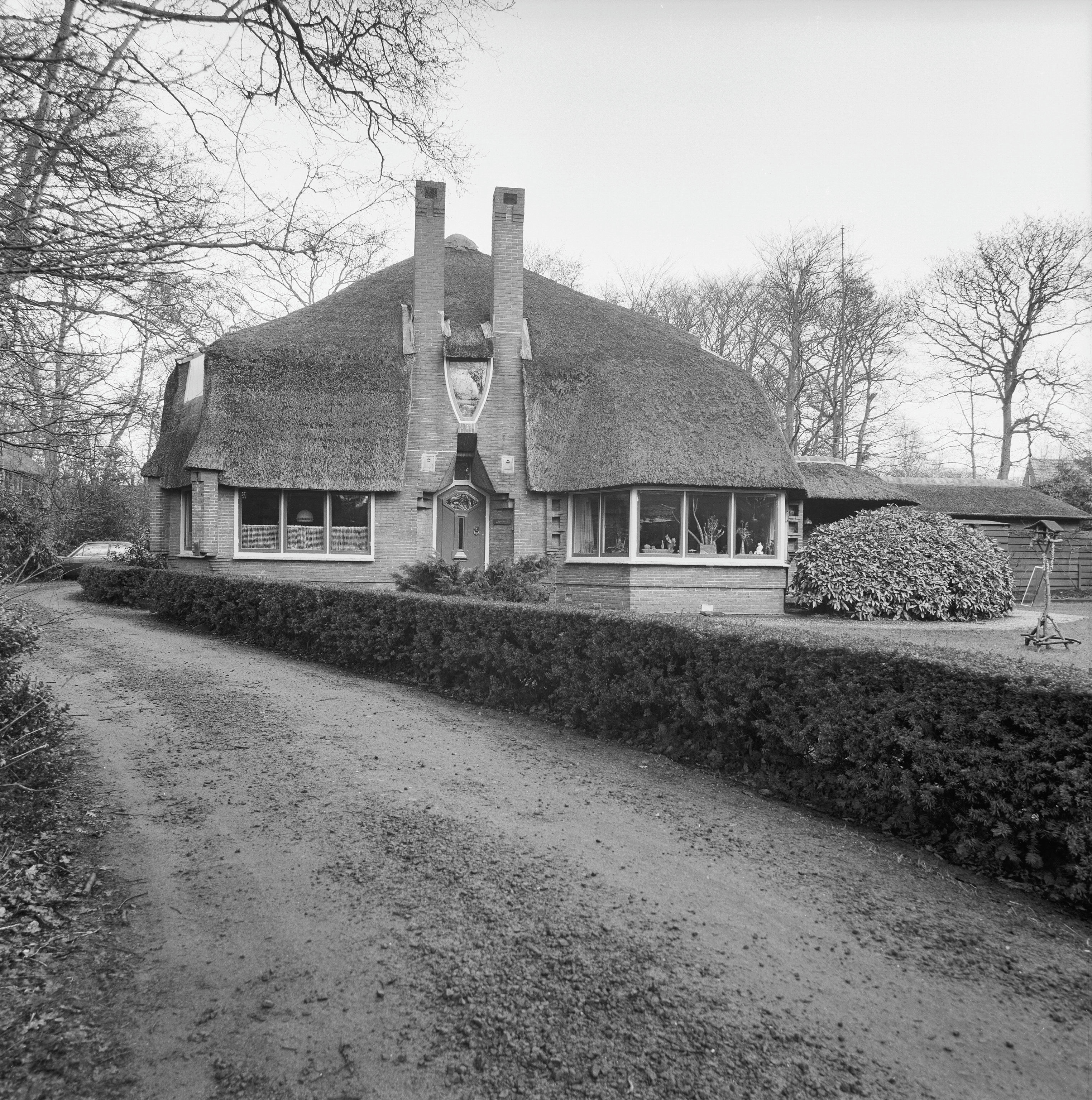
Meezennest/Meerlhuis

En 1917, elle est l'un des cinq architectes qui participent à la construction du Park Meerwijk (nl), un parc de villas dans la commune de Bergen. Elle est responsable de trois villas (dont deux jumelées) et d'un pont. Même à ce stade précoce, les maisons Meezennest/Meerlhuis et Beukenhoek  qu'elle conçoit appartiennent clairement à l'école d'Amsterdam, ce qui fit dire à Hendrik Wijdeveld (nl) que ce projet est la « libération orgasmique de l'école d'Amsterdam ». Le pont a un « charme typiquement féminin » selon l'auteur A.H. Loeff-Bokma. En 1919, elle construit l'atelier de Richard Roland Holst avec qui elle se lie d'amitié.

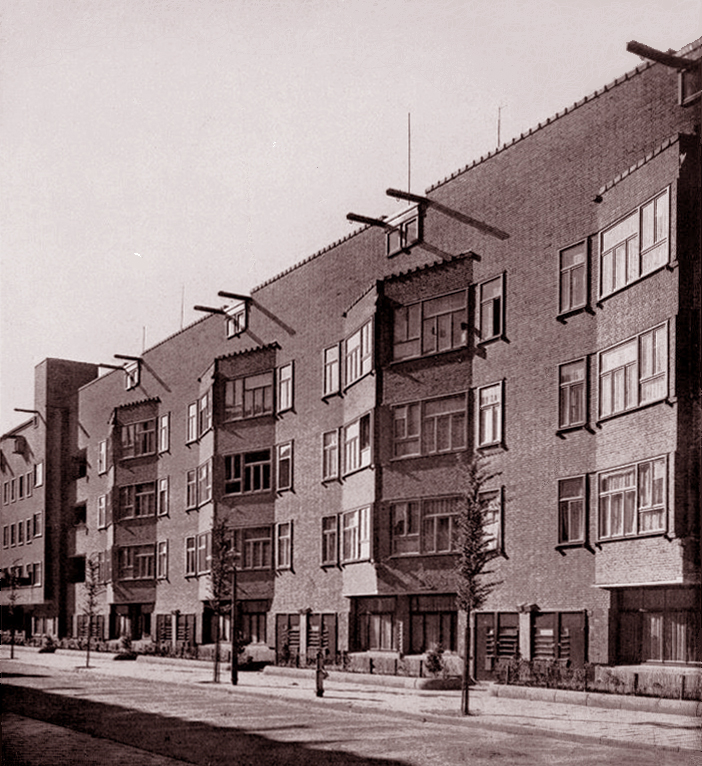
Édifice résidentiel dans la Orteilusstraat, Amsterdam

Dans les années qui suivent, Kropholler entreprend d'autres projets dans le style de l'école d'Amsterdam, recevant une reconnaissance internationale en 1925 quand elle reçoit une médaille d'argent pour son travail architectural dans le pavillon de la Hollande à l'exposition internationale des Arts décoratifs et industriels modernes.
À la fin des années 1920, son travail prend une approche plus moderne. La preuve en est le bâtiment résidentiel de la Orteliusstraat à Amsterdam en 1927, confié à l'architecte dans le cadre du Plan West (nl).

## Vie privée
Après son arrivée au bureau Staal & Kropholler, elle commence à entretenir une relation avec Jan Frederik Staal qui est de douze ans son aîné et qui est marié. Cette relation est une des raisons de l'arrêt en 1910 de la collaboration entre son frère Alexander Jacobus et Staal, avec lequel Margaret Kropholler reste, mais aussi une rupture de plusieurs années entre le frère et la sœur.
Au début, Margaret Kropholler vit seule au Keizersgracht 551 à Amsterdam et elle s'installe avec Jan Frederik Staal en 1918 au Weteringschans 83, au-dessus du bureau d'architecte Staal. Leur fille Margaret naît en décembre 1919, mais Margaret Kropholler recommence à travailler peu après la naissance.
En 1936, elle épouse Staal, mais ne prend le nom Staal-Kropholler qu'après la mort de ce dernier le 8 avril 1940.

### Articles de presse
- (nl) « De eerste vrouwelijke architect van Nederland », De Volkskrant,‎ 4 novembre 1991
- (nl) A.H. Loeff-Bokma, « Margaret Kropholler », De Vrouw en haar Huis, no 8,‎ 1929, p. 399-405